# Odontosyllis octodentata
Odontosyllis octodentata är en ringmaskart som beskrevs av Treadwell 1917. Odontosyllis octodentata ingår i släktet Odontosyllis och familjen Syllidae.
Artens utbredningsområde är Mexikanska golfen. Inga underarter finns listade i Catalogue of Life.